# Euphyia confuscaria
Euphyia confuscaria är en fjärilsart som beskrevs av Louis Beethoven Prout 1914. Euphyia confuscaria ingår i släktet Euphyia och familjen mätare. Inga underarter finns listade i Catalogue of Life.